# 東濃の戦い
東濃の戦い（とうのうのたたかい）は、慶長5年（1600年）の関ヶ原の役の前哨戦として木曽谷と東濃（美濃国の東部）で行われた一連の戦闘。
旧領主らが家康の後援で、豊臣方の大名によって奪われていた領地を回復した。

## 概要
慶長5年（1600年）7月25日に下野国の小山において、徳川家康と会津征伐に従軍していた東軍諸大名が軍議を開き、会津征伐中断と軍勢の西上を決定した。
所謂、この小山評定が行われた際に、家康は石田三成と同意する輩は速やかに帰国すべしと宣言した。当時美濃の岩村城主であった田丸直昌は豊臣秀吉の恩顧が忘れがたく家康に帰国を申し出たところ、さすが北畠氏の流の武将と誉められたうえで帰国を許された。田丸直昌はこれを喜び、7月26日に小山を出発し木曽路を経て帰路に向い、譜代家臣の棚橋五介を先駆として岩村城に入らしめ、城代の田丸主水に西軍に味方すべきを下知した。
また郡上八幡城主の稲葉貞通とお互い策を練り、当時尾張の犬山城主と、太閤蔵入地としての木曽代官を兼務していた石川貞清を援けて家康の西上を阻止しようとした。石川貞清は、家臣の原孫右衛門と原藤左衛門の兄弟を出して贄川の砦を守らせた。
当時、木曾と東濃を支配していた諸大名は全て西軍に付いたため、家康は木曾氏を改易した後に浪人となっていた山村良勝、千村良重、馬場昌次らを召し出して、さらに東濃の国衆で森長可に領地を奪われていた遠山友政、遠山利景、小里光親、妻木頼忠らに、故郷に戻り兵を挙げて城を奪還するように命じた。
「急ギ故郷ニ行キ恩顧ノ者共招集メ、人数ヲ促シ岩村ニ馳向ヒ田丸ガ兵ヲ押ユベシ」という命を受け、小里光親は、遠山利景・方景父子と共に、8月2日に江戸屋敷にて準備をし、鉄砲と弾薬の支給を受けて、東海道を通って岡崎を経て足助へ到着した。
家康は遠山友政を召し出して木曽路と美濃への道筋を聞いたところ友政は詳細に言上した。これにより家康より鉄砲30丁と玉薬2万個、黄金10枚を拝領した。
慶長5年（1600年)8月8日、遠山友政は山村良勝・千村良重・小笠原靱負とともに館林を出発して木曾へ向かって進軍した。
そして家康率いる東軍は東海道を、徳川秀忠が率いる東軍は中山道を進軍した。

## 贄川の砦の突破
馬場昌次は木曽路の制圧のため出発する時に病となったため同行できず、嫡男の馬場利重とともに下野の小山に留まり、木曽への軍用にあたった。
山村良勝と千村良重は、下野の小山で東軍に加わり中山道を先導する時には、数十人に過ぎなかったので、木曾義利が改易された後に甲斐と信濃に潜んでいた木曾氏の遺臣に檄を飛ばして東軍に加わるよう呼びかけた。
塩尻にて松本城主石川康長の許にあった山村良勝の弟山村八郎右衛門が加わり、甲斐の浅野長政の許にいた良勝の弟山村清兵衛が馳せつけた。
8月12日に犬山城主で木曽の太閤蔵入地の代官も兼務していた石川貞清の家臣となって贄川の砦を守っていた木曽氏旧臣の山村次郎右衛門・原図書助・三尾将監長次が内応したので、山村良勝と千村良重の軍勢はほとんど抵抗を受けることなしに贄川の砦を突破し、木曽谷を平定して妻籠城に入り、城を修築して陣を備えて美濃へ向けて進軍した。

## 苗木城の奪還
当時、美濃苗木城の城主は河尻直次であったが、河尻は先に家康が東征の際に大坂城の警護を命ぜられ西軍に属し、大和口の守備に任にあたっていたため、苗木城は城代の関盛祥(治兵衛)が籠もって東軍に抵抗しようとした。
本来の苗木城主の遠山友政は、家康の部将・菅沼定利のもとで食客に甘んじていたが、小山で家康に軍費ならびに鉄砲・弾薬などの軍需品を給されて、8月末に山村良勝、千村良重、小笠原靱負、今泉五助らと共に苗木領に入った。
従う者は奥田次郎右衛門、遠山次郎左衛門、伊藤五郎左衛門、井口善右衛門、井口與三左衛門、保母清右衛門、小倉猪右衛門などである。次いで陶山茂左衛門、棚橋八兵衛、纐纈藤左衛門、伊藤太兵衛らが付属した。
やがて中津川村や駒場村に放火し、また苗木付近の農民数百人を諭して味方にして真地平に陣を置き苗木城に迫った。
関盛祥(治兵衛)は家臣の大塚将監、犬飼半左衛門、乗竹八右衛門らと共に苗木城を出て去った。これにより遠山友政は風吹門より入城し苗木城を奪還した。

## 妻木氏の奮戦
慶長3年(1598年)4月、妻木頼忠は子の治兵衛を、尾張犬山城主の石川貞清のもとへ訪ねさせた。石川貞清は山海の佳肴をもってもてなした。治兵衛は快談し、時を辞して帰った。その後も度々訪問するなどの親しい間柄であった。
慶長5年(1600年)8月初旬、石川貞清は妻木家に密書を送り、石田三成に味方するように勧めた。しかし妻木治兵衛から「妻木家は家康殿の御恩にあずかっているので、誠に残念であるが御味方できません」と返書が届いた。石川貞清は妻木を味方にしようと思ったが、案に相違したと残念がったという。
家康は、妻木城が東濃における唯一の味方の城として重要な位置にあることを知り、三河岩崎城主の丹羽氏次と林与六郎の両人に、人足600人を妻木城に遣わし城の修理のために普請を行わせた。
妻木頼忠は、弟の吉左衛門を関東の徳川家康のもとに遣わして東濃の形勢を報告するとともに、あくまで味方することを伝え、子の水主を人質として送った。また度々書状を交わし、上方の情報収集など諜報活動を行ったので家康は大いに喜んだ。（関ヶ原合戦前後の徳川家康文書も参照）。
当時岩村城代であった田丸主水は岩村近辺の庄屋を集め、自分に味方すれば知行を増やすと誘い300石、500石の墨付を与えた上で人質を取った。しかし岩村城だけで兵士を出すのは不便と思い、神篦、高山の両方の城に砦を築き、これにより東軍を追い払おうとした。
これを聞いた妻木頼忠は、高山村・浅野村・大富村・久尻村あたりの百姓たちに「今度、田丸方に味方するならば、家康から討手が差し向けられるのは必定である。またこちらに付けば、田丸方から人質を取りに来るであろう。早速、注進せよ。その時には当方から討手を差し向けるから」と触れさせた。(妻木戦記・老人物語)
間もなく、曽木村より田丸の臣が来たと注進があった。
慶長5年(1600年)8月12日、妻木頼忠は、山神(日東)久右衛門惟定、土本角右衛門兄弟を召し出して曽木村へ出陣させた。山神らは田丸勢と戦い、山神惟定の太刀先鋭く、敵を手負いさせ2騎の首を討ち取った。そこで惟定は帰陣して戦勝を妻木頼重に報告して賞された。それから8日ほどして、田丸勢が柿野村に侵入したと注進があった。那須作蔵と中垣助右衛門を大将として派遣し、これを討たせた。妻木勢は町家に火をかけて戦いを挑んだところ、田丸勢は後ろの山に駆け上がり鉄砲を撃った。那須作蔵は槍を持って敵陣に馳せ入り多くの敵を討ち取ったが、中垣助右衛門の道具持ちが１人討たれた。この時に山神(日東)が横から鉄砲を射ち掛けたから、田丸勢は不意を突かれて逃げ去った。(妻木戦記)
妻木頼忠は、兵40人に鉄砲を持たせて加藤を総大将として土岐口の追沢砦山に陣を取った。田丸勢は土岐口に押し入り人質を取りに来たが、砦山の様子を見て逃げ帰った。
砦の近くに妻木城があった。妻木頼忠は兵を遣わして放火して状況を見るに両方の砦から田丸勢の兵は出て来なかったため兵を率いて丹羽氏信からの援兵100余人を合わせて、神篦・高山の両方の城に対して塁を築き、家康に対し形勢を報じる書を送った。
8月12日に田丸主水の家臣の寺本吉左衛門、林與次衛門等は兵300人をもって高山砦から出て、池田村・多治見村を進んで妻木勢が滞まっている場所へ放火しようとした。妻木頼忠はこの諜報を得て自ら唐沢へ陣して父の妻木貞徳の兵と共にこれを襲って勝利した。
8月20日には土岐郡の柿野の戦いにおいても勝利した。
9月1日には妻木貞徳・頼忠の親子は唐沢から高山砦に迫り火を民家に放って戦った。
9月3日に田丸方の高山城は自焼したので、煙に紛れて神篦城にも入り制圧した。妻木勢は寺河戸村に砦してこれに対した。

### 土岐口畷の戦い
妻木領の池田村と長瀬村に、田丸勢の雑兵300人が人質を取りに来たという注進があった。そこで妻木貞徳・頼忠の親子は兵を召し連れて立石に出陣して待ち構えていたところ田丸勢は人質を連れて土岐口街道を帰って来るところであった。妻木勢は引地と沓掛の向かいの山から鉄砲を撃ち掛けた。田丸勢は土岐口町屋入口の川を渡った所で、撃たれ人質を棄てて高山城の方向へ逃走した。妻木勢はこれに追い撃ちを掛けたので田丸勢は二三人も倒された。(妻木戦記)

### 妻木城の防戦
田丸方では軍議を重ねた結果、妻木城の攻撃をすることとした。前陣は寺沢吉右衛門でその兵は300余人で山口・坂井・佐久間・森川・滝口・原・犬塚・沢井などの勇士を従えて進軍して来た。後陣は木原清左衛門保氏でその兵は500余人で松江・船沢・鷹田・荒川・三浦・野崎・恵那・渡辺らを従えて出陣した。
妻木方では、かねて田丸方が忍者を送り込んでいるから、9月中頃に討手が差し向けられると注進があったが、妻木頼忠は少しも驚かず、かねて覚悟していたところで、まず用心しなければならないと大将を集め軍議をこらし配置を定めた。
陣ヶ根の後ろには妻木内蔵助を大将として、林・鈴木・永井・松原ら100人を伏勢とした。
山神・清水の両口には、妻木頼忠が自ら指揮して田島又之助を召し連れて、柴田郡右衛門・八代半助・中島太仲・肥田・可児隼人の勇士ら280余人で、山神・清水の両口の小高い山に陣を敷いた。
大滝洞の水源地には、譜代の妻木三太夫ら24人にて水を堰き止めさせて、田丸勢が妻木城に近寄る時は、一度に堰を切って皆殺しにしようという策である。
妻木城には遠山吉右衛門・毛利一角の両人を城代として、馬渕・竹中・多治見など100余人で四方の木戸を守り、四方の櫓に弓と鉄砲を備えて、寸時も油断なく守っていた。

## 明知城の奪還
遠山利景は家康より命を受けて小山より江戸へ行き、長男の遠山方景、串原遠山氏から養子とした遠山経景と共に明知へ帰り、8月下旬に小里光親と共に明知城を奪還するべく攻めた。城兵の山川左之助、原土佐らは防戦しきれず9月2日に敗北した。遠山利景は敵の首級13を得た。

## 十三河原の戦いと小里城の奪還
小里光親等の東軍が、西軍の城となっていた神篦城を攻めた際には、土岐川の「十三河原」が戦場となり、小里一族の和田太郎左衛門ら多くの者が戦死した。瑞浪市土岐町には、その供養のための五輪塔が残っている。鶴ヶ城は戦後に廃城となった。
9月3日には小里光親が小里城を奪還し入城した。

## 岩村城の奪還
東濃諸氏が岩村城と神篦城を包囲していた9月15日に関ヶ原の戦いは東軍の勝利で終わり、遅れて来た徳川秀忠が率いる軍勢は、9月18日に瑞浪市内の中山道を通って西へ向かった。神篦城に籠っていた田丸勢は9月25日に降伏開城し、光親が留守居役として入城し、残るは岩村城だけとなった。
田丸主水は関ヶ原での東軍の勝利後も岩村城に籠っていたが、神篦城の田丸勢が9月25日に降伏開城したことが伝わり戦意を喪失していた。 東濃諸氏は遠山友政を大将として苗木遠山勢500余人、小里勢300余人・明知遠山勢300余人で岩村城を包囲した。
遠山友政は山村良勝・千村良重・馬場昌次らの木曾衆と共に500騎で富田村の入り口に陣を置き、遠山利景は小里光親と共に300余騎をもって南口より岩村城の面に陣を置き、妻木家頼も陣を敷いた。
小笠原靱負は上村口の後詰めをなした。この時に関ケ原の戦いが行われ西軍が敗れたことが伝わった。遠山友政は、次山次郎兵衛を岩村城中に遣わし10月10日に田丸主水に開城を促した。
田丸主水は暫く猶予を乞い、その後使者を通じて「開城のことは承諾した。されど城将親しく攻将に会見しよう遠門まで來駕を乞う」と。それで遠山友政の家臣の纐纈藤左衛門が黒糸の鎧に二尺八寸の太刀を佩いて田丸主水に面接した。
田丸主水は髻を断ち家老の石部下記を召し連れ出て来て悄然として言うには「開城のことは仔細なし。是より高野山に赴かんにも、その料足りなければ給せられたい。且また白昼に城を出るは敗将と雖もあまりに面目無きことである。暮れ方になってから出発しよう。ここより西濃への無案内を一人添えられたい」と。纐纈藤左衛門はこれを承諾して袂を別った。
これより田丸主水は岩村城内で開城の準備を進め、人質小屋を開いて80余人を解放し、その間に田丸氏の家臣たち300余人は退散した。
やがて薄暮になって田丸主水は、岩村城の大門に「武門営耀暫時夢　業障輪廻報此機　堪恥零丁衰弊苦　誰知今日別離思　岩村に　たまるものとて　雪計り　消えもやせんと　思う我が身も」と書いた紙を貼り、旅装を整え家老を召して郎党の足軽に長刀一振を持たせて岩村城を出た。
遠山友政は、纐纈藤左衛門を介して黄金50両を贈った。田丸主水はそれに感謝して家伝の長刀を渡し、夜陰に紛れて立ち去った。